# Geneviève Fioraso
Geneviève Fioraso (ur. 10 października 1954 w Amiens) – francuska polityk, nauczycielka i menedżer, parlamentarzystka, od 2012 do 2014 minister.

## Życiorys
Absolwentka Université de Picardie. Pracę zawodową rozpoczęła w połowie lat 70. jako nauczycielka języka angielskiego i ekonomii w szkole średniej. Później była urzędniczką w administracji miejskiej Grenoble i asystentką parlamentarną sprawującego mandat poselski mera tej miejscowości. W latach 90. pracowała m.in. jako szefowa sztabu mera Grenoble Michela Destota. Od 2001 do 2004 była dyrektorem ds. marketingu w oddziale France Télécom. W 2003 została dyrektorem generalnym przedsiębiorstwa Sem Minatec Entreprises.
Od 1983 związana z Partią Socjalistyczną. W 2001 objęła urząd zastępcy mera Grenoble odpowiedzialnego m.in. za gospodarkę, szkolnictwo wyższe i badania naukowe. W wyborach parlamentarnych w 2007 została wybrana do Zgromadzenia Narodowego XIII kadencji w jednym z okręgów wyborczych w departamencie Isère.
16 maja 2012 objęła urząd ministra szkolnictwa wyższego i badań naukowych w rządzie, którego premierem został Jean-Marc Ayrault. Utrzymała mandat poselski w wyborach przeprowadzonych w kolejnym miesiącu. Po dokonanej 21 czerwca 2012 rekonstrukcji pozostała w drugim gabinecie tego samego premiera na dotychczasowym stanowisku. Zakończyła urzędowanie w 2014. 9 kwietnia tegoż roku nominowana na sekretarza stanu ds. szkolnictwa wyższego i badań naukowych w rządzie Manuela Vallsa. Pozostała na tej funkcji również w utworzonym w sierpniu 2014 jego drugim gabinecie. Odeszła z rządu 5 marca 2015, motywując to względami zdrowotnymi.